# フィルギル・ゾリス
フィルギル・ゾリス（Virgil Solis、ラテン語名のVirgilius Solisとも、1514年 - 1562年8月1日）は、ドイツの版画の下絵師、版画家である。ニュルンベルクで工房を開き、多くの書籍の挿絵を制作した。

## 略歴
ニュルンベルクでHans Solisという画家の息子に生まれた。父親は1525年にニュルンベルクの市民権を得た。父親から絵を学んだと考えられている。1539年4月にニュルンベルクで結婚した記録はあるが、それ以前の記録がなく、イタリアの装飾を題材にした作品も見られることからイタリアで修行したことがあるかもしれないとも考えられている。1540年代から1550年代にかけて、ニュルンベルクに大きな印刷所を率い、Nikolaus SolisやEndres Solisといった息子やと助手たちと2000点にも及ぶ版画を制作した。スイス出身で有名な版画家になったヨースト・アンマン(Jost Amman: 1539–1591)も1560年からゾリスの工房で働いた。
ゾリスの工房はゾリスの没後も10年以上活動を続け、イニシャルのVとSを組み合わせたモノグラムを用いた。『ルター聖書』やオウィディウスの『変身物語』などの挿絵が良く知られている。

## 作品

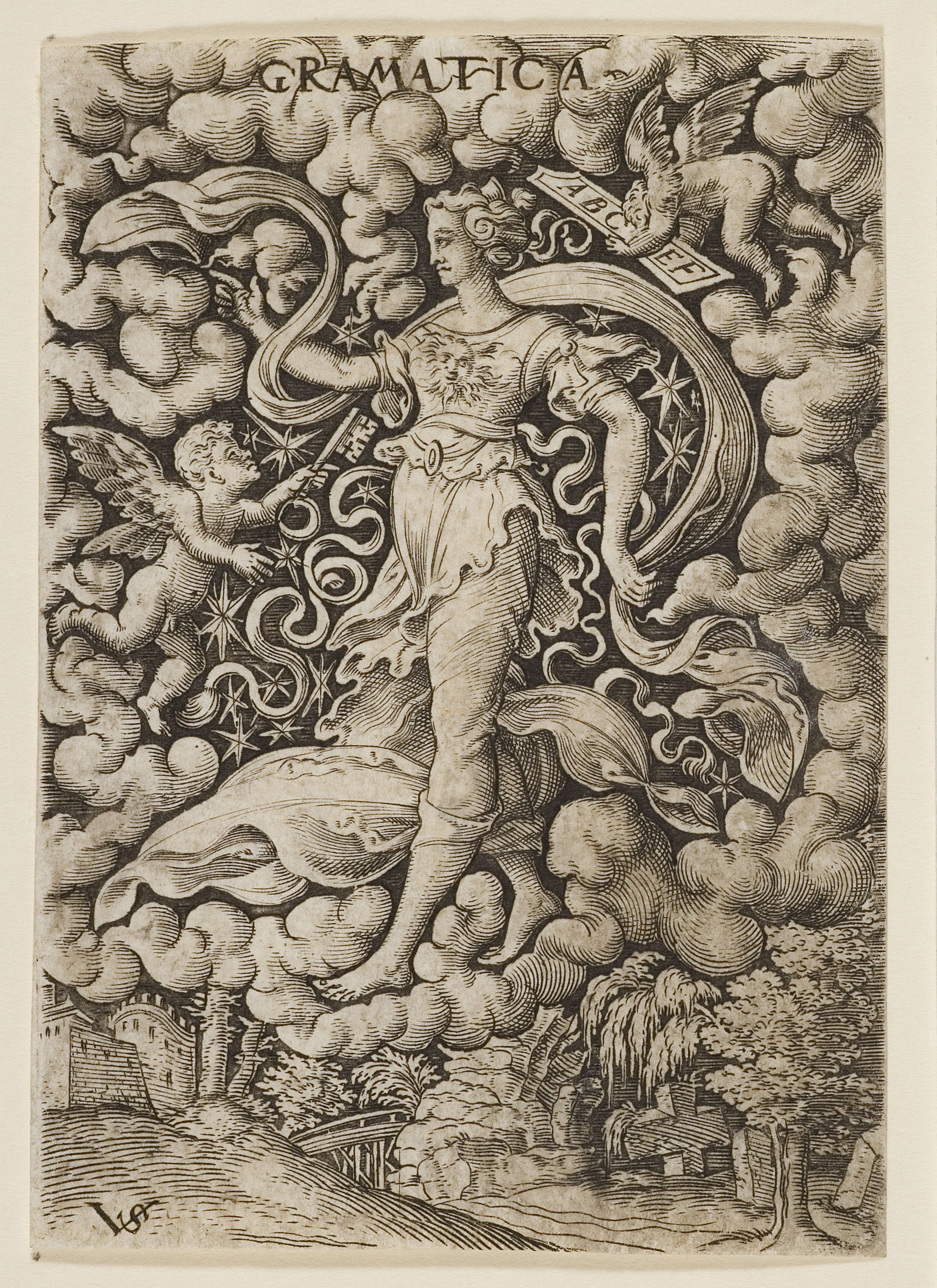
"Die sieben Freie Künste in Wolken gerahm"からGramatica(銅版画)
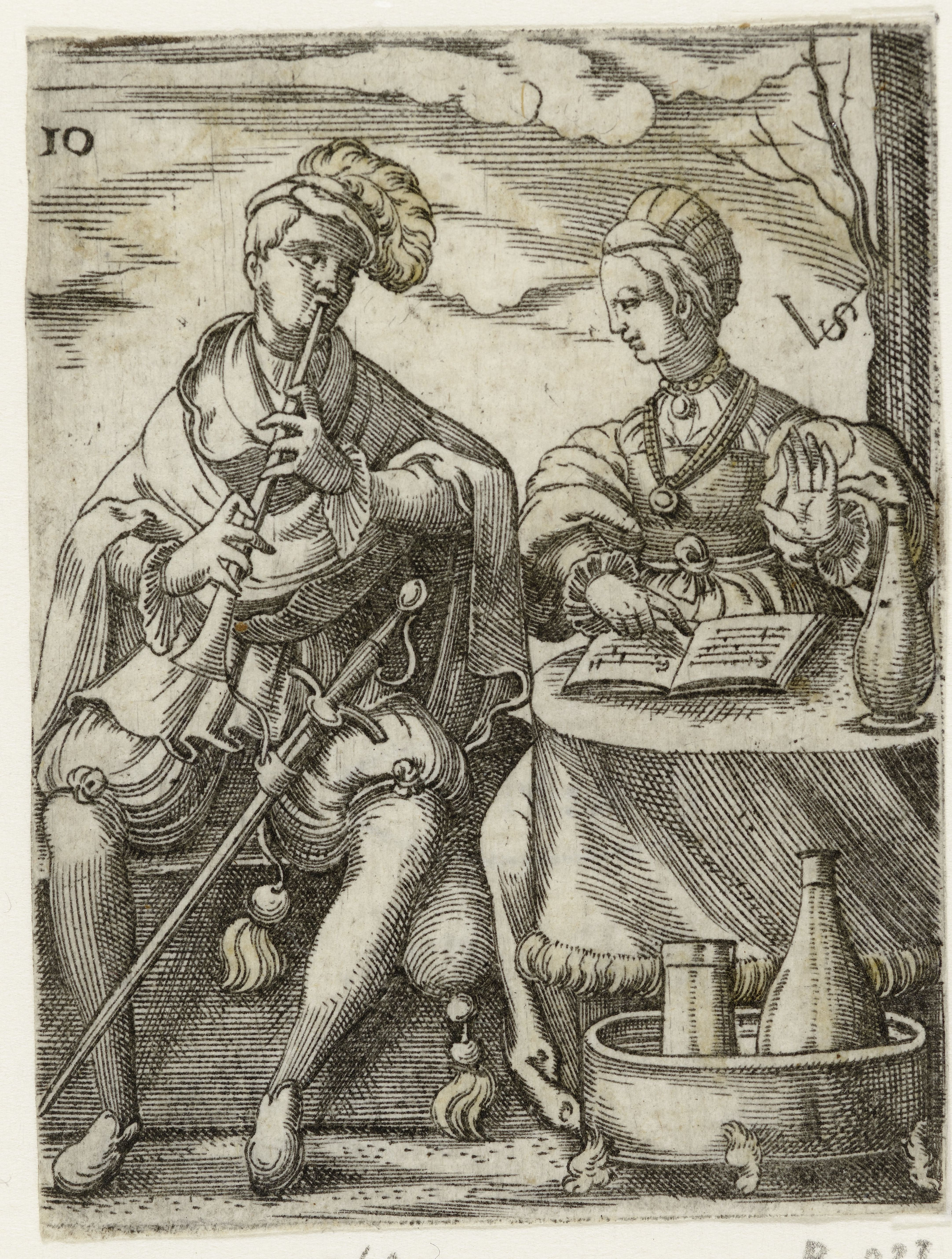
2人の音楽家
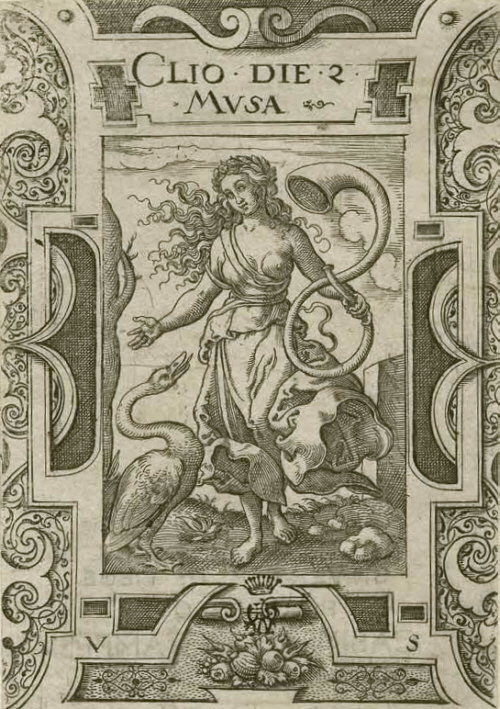
『変身物語』の挿絵(1562)

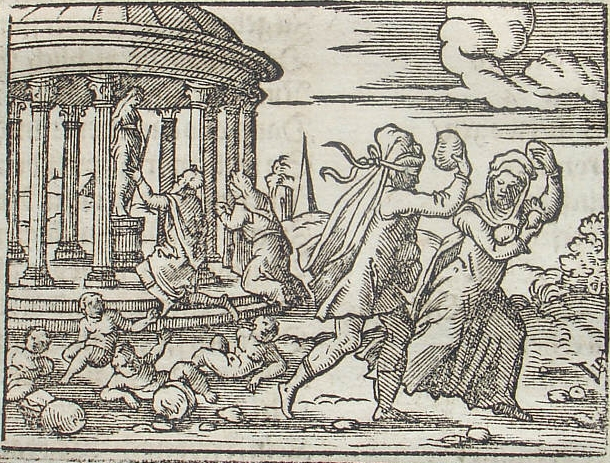
『変身物語』挿絵（木版）
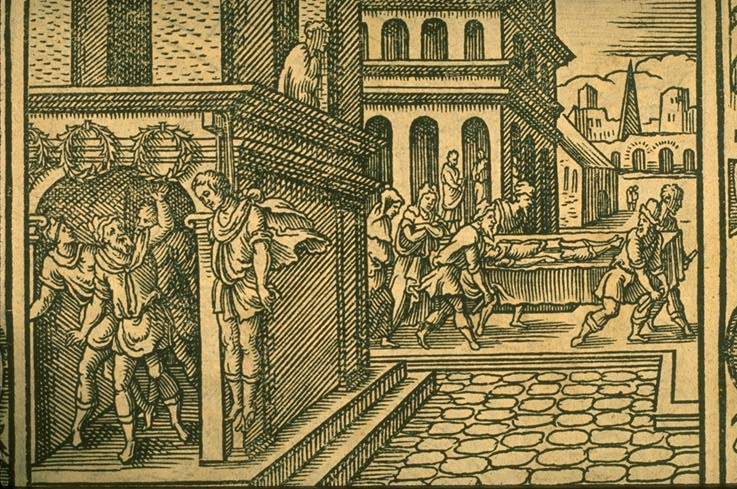
『変身物語』挿絵（木版）
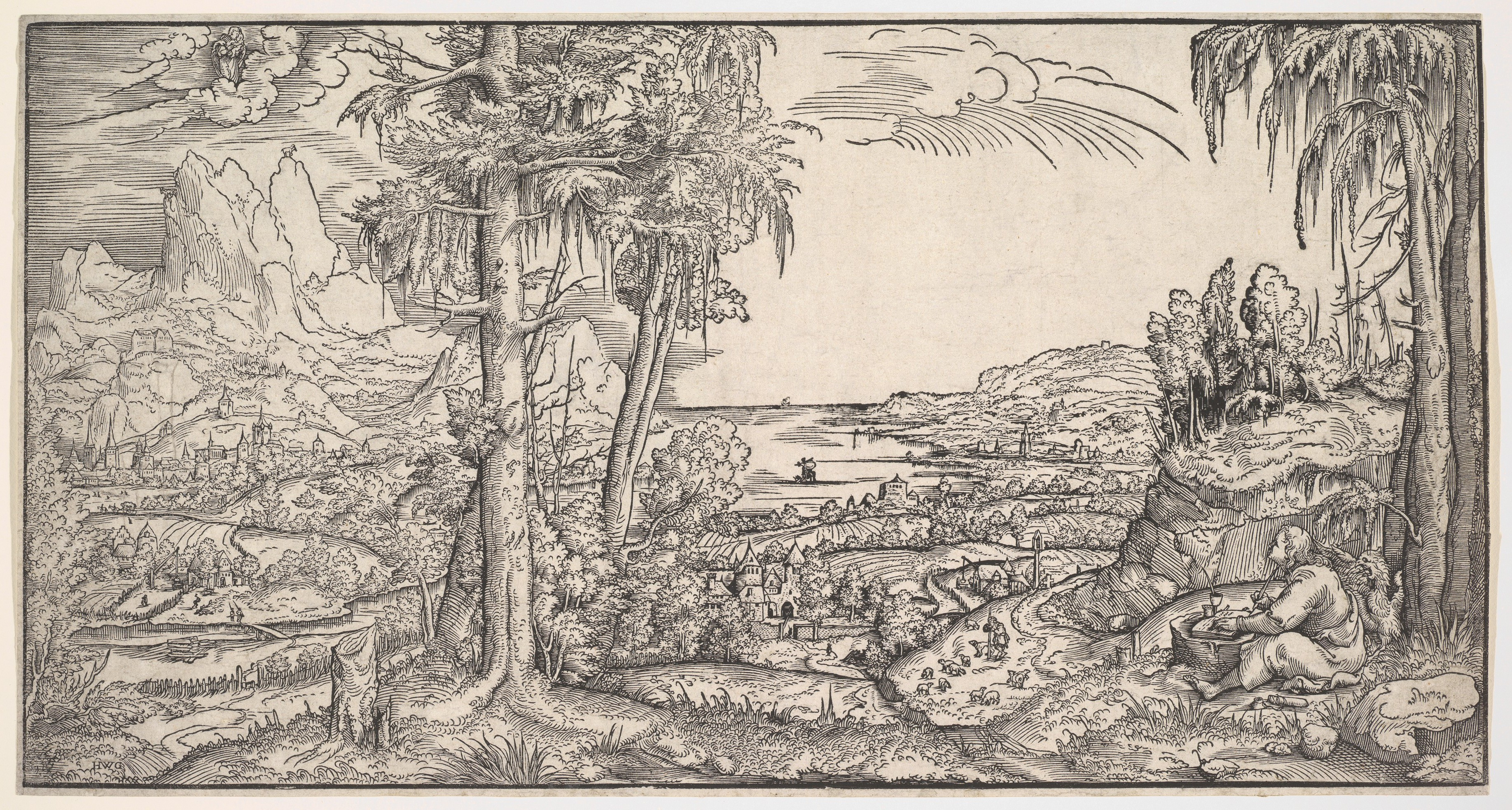
聖ヨハネのいる風景画（木版画）